# Felipe Meligeni Alves
Felipe Meligeni Rodrigues Alves (19 de febrero de 1998) es un tenista brasileño.
Meligeni Alves alcanzó el puesto 75 en el ranking ATP de dobles el 20 de junio de 2022; mientras que en individuales llegó el 22 de abril de 2024 al puesto 128.
Meligeni Alves ganó el título de dobles junior masculino del US Open 2016, junto a Juan Carlos Aguilar.
Meligeni hizo su debut en un cuadro principal de singles ATP Tour con una invitación en el Rio Open 2020, perdiendo en tres sets ante el No. 4 del mundo Dominic Thiem en la primera ronda.
Meligeni ganó su primer título de dobles ATP Challenger en Guayaquil junto al venezolano Luis David Martínez, derrotando a los españoles Sergio Martos Gornés y Jaume Munar en la final.
Meligeni Alves ganó su primer título individual ATP Challenger en São Paulo, derrotando al portugués Frederico Ferreira Silva, el 29 de noviembre. También ganó su segundo título de dobles junto a Luis David Martínez en la misma prueba.
La hermana mayor de Meligeni Alves, Carolina Meligeni Alves, también es tenista y su tío, Fernando Meligeni, también fue un tenista que alcanzó las semifinales en el Abierto de Francia de 1999 y en los Juegos Olímpicos de 1996.

## Títulos ATP (2; 0+2)

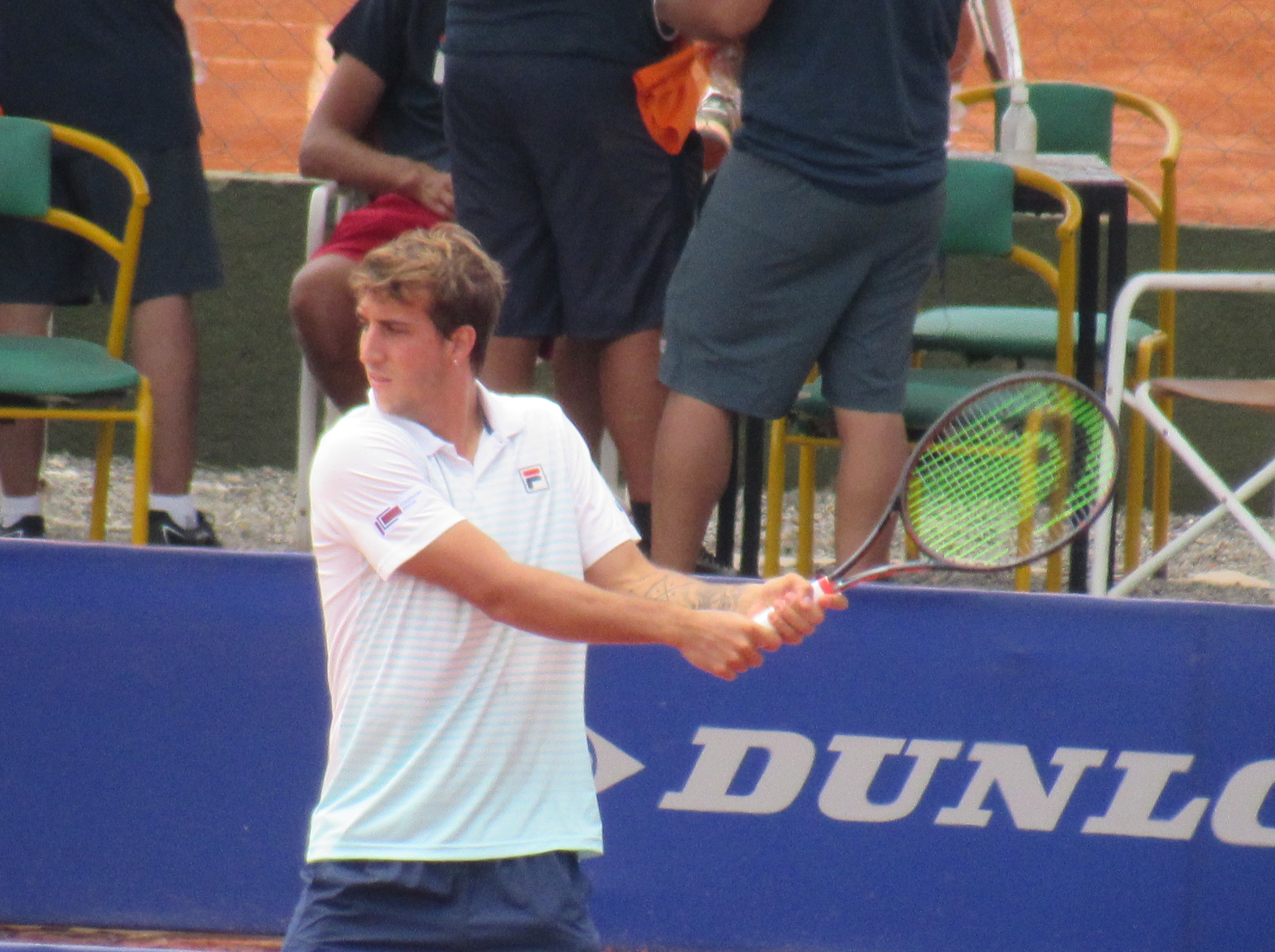
Felipe Meligeni Alves en el Córdoba Open 2021, donde obtuvo su primer título ATP en dobles

### Dobles (2)
| Leyenda                         |
| ------------------------------- |
| Grand Slam (0)                  |
| ATP World Tour Finals (0)       |
| ATP World Tour Masters 1000 (0) |
| ATP World Tour 500 (0)          |
| ATP World Tour 250 (2)          |

| N.º | Fecha                 | Torneo   | Superficie    | Pareja       | Oponentes en la final             | Resultado      |
| --- | --------------------- | -------- | ------------- | ------------ | --------------------------------- | -------------- |
| 1.  | 28 de febrero de 2021 | Córdoba  | Tierra batida | Rafael Matos | Romain Arneodo Benoît Paire       | 6-4, 6-1       |
| 2.  | 26 de febrero de 2022 | Santiago | Tierra batida | Rafael Matos | André Göransson Nathaniel Lammons | 7-6(8), 7-6(3) |

## Finales Challenger

### Individual: 2 (2-1)
| Títulos por superficie |
| ---------------------- |
| Dura (0-0)             |
| Arcilla (2–1)          |
| Hierba (0-0)           |

| Resultado | G–P | Fecha    | Torneo            | Nivel      | Superficie | Adversario               | Puntaje          |
| --------- | --- | -------- | ----------------- | ---------- | ---------- | ------------------------ | ---------------- |
| Victoria  | 1–0 | Nov 2020 | São Paulo, Brasil | Challenger | Arcilla    | Frederico Ferreira Silva | 6-2, 7-6(1)      |
| Derrota   | 1–1 | Oct 2021 | Santiago, Chile   | Challenger | Arcilla    | Sebastián Báez           | 6-3, 6-7(6), 1-6 |
| Victoria  | 2–1 | Jul 2022 | Iasi, Rumania     | Challenger | Arcilla    | Pablo Andújar            | 6-3, 4-6, 6-2    |

### Dobles: 8 (8-10)
| Títulos por superficie |
| ---------------------- |
| Dura (0-0)             |
| Arcilla (2-3)          |
| Hierba (0-0)           |

| Resultado | G – P | Fecha          | Torneo             | Nivel      | Superficie | Pareja              | Oponentes                              | Puntaje             |
| --------- | ----- | -------------- | ------------------ | ---------- | ---------- | ------------------- | -------------------------------------- | ------------------- |
| Derrota   | 0-1   | Agosto 2019    | Segovia, España    | Challenger | Arcilla    | Orlando Luz         | Sander Arends David Pel                | 6-4, 7-6(3)         |
| Derrota   | 0-2   | Octubre 2019   | Lima, Perú         | Challenger | Arcilla    | Luis David Martínez | Ariel Behar Gonzalo Escobar            | 6-2, 2-6, [10-3]    |
| Victoria  | 1-2   | Noviembre 2020 | Guayaquil, Ecuador | Challenger | Arcilla    | Luis David Martínez | Sergio Martos Gornés Jaume Munar       | 6-0, 4-6, [10-3]    |
| Victoria  | 2–2   | Noviembre 2020 | São Paulo, Brasil  | Challenger | Arcilla    | Luis David Martínez | Rogério Dutra Silva Fernando Romboli   | 6-3, 6-3            |
| Derrota   | 2-3   | Diciembre 2020 | Campinas, Brasil   | Challenger | Arcilla    | Luis David Martínez | Sadio Doumbia Fabien Reboul            | 7-6(7), 5-7, [7-10] |
| Derrota   | 2-4   | Marzo 2021     | Santiago, Chile    | Challenger | Arcilla    | Rafael Matos        | Luis David Martínez Gonçalo Oliveira   | 5-7, 1-6            |
| Derrota   | 2-5   | Mayo 2021      | Biella, Italia     | Challenger | Arcilla    | Rafael Matos        | André Göransson Nathaniel Lammons      | 6-7(3), 3-6         |
| Victoria  | 3–5   | Julio 2021     | Iasi, Rumania      | Challenger | Arcilla    | Orlando Luz         | Hernán Casanova Roberto Ortega Ollmedo | 6-3, 6-4            |
| Derrota   | 3-6   | Julio 2021     | Tampere, Finlandia | Challenger | Arcilla    | Orlando Luz         | Facundo Mena Pedro Cachín              | 5-7, 3-6            |
| Victoria  | 4–6   | Julio 2021     | Trieste, Italia    | Challenger | Arcilla    | Orlando Luz         | Antoine Hoang Albano Olivetti          | 7-5, 6-7(6), [10-5] |

## Finales de Grand Slam Junior

### Dobles: 1 (1 título)
| Resultado | Año  | Torneo                    | Superficie | Pareja              | Oponentes                              | Puntaje     |
| --------- | ---- | ------------------------- | ---------- | ------------------- | -------------------------------------- | ----------- |
| Ganador   | 2016 | Abierto de Estados Unidos | Dura       | Juan Carlos Aguilar | Félix Auger-Aliassime Benjamin Sigouin | 6-3, 7-6(4) |